# HSC Fjord Cat
HSC Fjord Cat – oceaniczny katamaran zbudowany przez firmę Incat w roku 1998.
20 lipca 1998 przepłynął z największą średnią prędkością (41,3 w.) Ocean Atlantycki (w kierunku wschodnim – z Nowego Jorku do Bishop Rock).
Statek przemianowano na Master Cat i kursował on jako (sezonowy) prom pasażerski między Kristiansand w Norwegii a duńskim Hanstholm, pod banderą Master Ferries. Po przejęciu firmy w 2008 przez Fjord Line ponownie zmieniono nazwę – tym razem na Fjord Cat. Prom kursował na trasie z Kristiansand do duńskiego Hirtshals pod zmienioną nazwą – Fjord Line Express. Został sprzedany w 2020 i pływa pod cypryjską flagą między Sasnitz, Trelleborg i Sasnitz, Ystad.